# Marija Ogrska
Marija Ogrska iz dinastije Árpád je bila kraljica-žena Neapeljskega kraljestva, * okoli 1257, † 25. marec 1323.
Bila je hčerka ogrskega kralja Štefana V. in njegove žene Elizabete Kumanke. V moževi odsotnosti je bila regentka Provanse (1290–1294) in Neaplja (1295–1296, 1296–1298 in 1302). 

## Družina
Marijina mati Elizabeta je bila Kumanka in šamanistka, zato so jo sodobni kristjani imeli za poganko. Marijin oče Štefan jo je prisilil, da se je pokristjanila. Kdaj se je to zgodilo, ni znano,  vendar je mogoče, da je bila na madžarskem kraljevem dvoru že od otroštva vzgajana kot pravoslavka.   
Marija je bila druga od šestih otrok. Njeni sestri Elizabeta in Katarina sta bili kraljici Srbije. Ana je bila poročena z bizantinskim cesarjem Andronikom II. Paleologom, edini brat pa je postal ogrski kralj Ladislav IV.
Stara starša po očetovo strani sta bila Béla IV. Ogrski in njegova žena Marija Laskarina. Stari oče po materini strani je bil kumanski poglavar  Köten, ime stare matere pa ni znano.

## Življenje
Marijo, staro komaj dvanajst let, so leta 1270 poročili z bodočim neapeljskim kraljem Karlom II. Poroka je bila 6. avgusta 1270 v Neaplju. Poroka naj bi utrdila zavezništvo med Neapljem in Ogrsko in pripomogla k neapeljski osvojitvi Konstantinopla, vendar ni služila svojemu namenu, ker je brat Ladislav IV. leta 1272 sklenil zavezništvo tudi z Bizantinskim cesarstvom. 
Marija je spremljala svojega moža na njegovih potovanjih in od leta 1278 do 1282 živela z njim v Provansi. Leta 1284 je naredila svoje prvo politično dejanje: ko so Karla ujeli Aragonci, se je odločila, da osvobodi aragonsko ujetnico Beatrice Hohenstaufensko. Leta 1285 je Karel  postal kralj, vendar je ostal v aragonskem zaporu. Regentstva v Neaplju ni sprejela. Ostala je v Provansi in kljub temu,  da uradno ni bila regentka, občasno sodelovala v njegovi upravi. Leta 1288 je sodelovala na pogajanjih o moževi izpustitvi in istega leta sklenila mirovni sporazum z Aragonijo. Karel je bil še isto leto izpuščen in  skupaj sta se vrnila v Neapelj. V letih 1290–1294 je v njegovem imenu kot regentka vladala  v Provansi.
10. julija  1290 je Marijin brat Ladislav IV. umrl. Ker ni imel otrok,  je nastalo vprašanje, kdo ga bo nasledil. Imel je štiri sestre, tri so ga preživele, vse štiri poročene z močnimi vladarji in vse štiri so imele svoje otroke. 21. septembra 1290 je ogrski prestol prevzela Marija. Temu sta ugovarjali še živi sestri Katarina in Elizabeta in otroci pokojne mlajše sestre Ane. Papež Bonifacij VIII. je 30. avgusta 1295 potrdil njeno izključno pravico do ogrske krone. Njen močan tekmec in tekmec Karla Martela je ostal Katarinin sin Štefan Vladislav II. Sremski. Na koncu je Karel Martel svojemu bratrancu Štefanu Vladislavu kot kompromis prepustil Slavonijo.
Karel Martel je bil samo naslovni kralj Ogrske. Pravi ogrski kralj je postal njegov sin Karel I. Zahtevi sester Marije in Katarine sta se nazadnje združili v skupni potomki, pra-pravnukinji in ogrski kraljici Mariji, ki je prišla na prestol leta 1382. Ko je anžujska linija Karla Martela na Ogrskem izumrla, je prestol nasledil Sigismund, daljni potomec Béle IV.
Leta 1290 je Marijina sestra Elizabeta s sinom pobegnila iz Češke, ker je njen mož izgubil zaupanje in bil usmrčen. Marija je njej in sinu dovolila ostati v Neaplju. Elizabeta je odšla v samostan in nato pobegnila iz njega in se poročila s srbskim kraljem Štefanom Urošem II. Milutinom. svakom sestre Katarine. Elizabetin sin je ostal v Neaplju najmanj do julija 1300. Leta 1294 se je Marija vrnila v Neapelj in bila predstavnica Neaplja na pogajanjih s papežem leta 1295-1296. V letih od 1296 do 1298 je bila v moževi odsotnosti regentka Neaplja. Kot regentka je zadnjič vladala leta 1302. Po tem letu je izgubila vpliv na državne zadeva in se je posvetila pobožnim nalogam, kot je financiranje samostanov in cerkva.
Marijin mož je umrl avgusta 1309. Nobenega dokaza ni, da bi ona po njegovi smrti postala nuna, kot se je govorilo, čeprav je veliko časa preživela v samostanih. Do smrti je živela v Neaplju, kjer je 25. marca 1232 umrla. Pokopana je v neapeljski cerkvi Santa Maria Donna Regina.

## Otroci
Marija in Karel II. sta imela štirinajst otrok.
- Karel Martel (1271 – 1295), naslovni kralj Ogrske[1]
- Margareta (1273 – 31. december 1299), grofica Anžujska in Mainska, poročena  v Corbeilu 16. avgusta 1290 s Karlom Valoijskim, bratom francoskega kralja; postala je pramati rodbine Valoijskih
- Ludvik (9. februar 1274, Nocera – 19. avgust 1298, Chateau de Brignoles),[2] škof Toulousea, kasneje kanoniziran
- Robert I. (1276 – 1343), kralj Neaplja[2]
- Filip I. (1278 – 1331), knez Ahjaje in Taranta, despot Romunije, gospod Drača, naslovni cesar Konstantinopla
- Blanche (1280 – 14. oktober 1310, Barcelona), poročena v 1. novembra 1295 v Villebertranu z Jakobom II. Argonskim
- Rajmond Berengar (1281 – 1307),[2] grof Provanse,  knez Piemonta in Andrije

-* Ivan (1283 – po 16. marcu 1308), duhovnik
- Tristan (1284 – pred 1288)
- Eleanora (avgust 1289 – 9. avgust  1341, samostan sv. Nikolaja, Arene, Elis), poročena v Messini 17. maja 1302 s Friderikom  III. Sicilskim
- Marija (1290 – okoli 1346), poročena prvič v Palma de Majorci 20. septembra 1304 s Sančom I. Majorškim in drugič  leta 1326 z Jaimejem  Ejeriškim (1298 – april 1335)
- Peter (1291 – 29. avgust 1315, bitka pri  Montecatiniju), grof Gravine
- Ivan (1294 – 5. april 1336, Neapelj), vojvoda Drača, knez Ahaje, grof Gravine, poročen marca 1318 (ločen 1321) z Matildo Hainautsko (29. november 1293  – 1336); drugič poročen 14. novembra 1321 z Agnezo Périgordsko (umrla 1345)
- Beatrice (1295 – okoli  1321), poročena prvič aprila 1305 z Azzom VIII. d'Este, markizom Ferrare (umrl 1308);[3] drugič poročena leta 1309 Bertrandom III.   Bauxški,. grofom Andrije (umrl  1351)